# Dixfield
Dixfield ist eine Town im Oxford County des Bundesstaates Maine in den Vereinigten Staaten. Im Jahr 2020 lebten dort 2553 Einwohner in 1126 Haushalten auf einer Fläche von 107,98 km2.

## Geographie
Nach dem United States Census Bureau hat Dixfield eine Gesamtfläche von 107,98 km2, von der 106,89 km2 Land sind und 1,09 km2 aus Gewässern bestehen.

### Geographische Lage
Dixfield liegt im Osten des Oxford Countys und grenzt an das Franklin County. Der Androscoggin River durchfließt das Gebiet der Town in östliche Richtung. Die Oberfläche des Gebietes ist hügelig, die höchste Erhebung ist der 561 m hohe Colonel Holman Mountain im Westen von Dixfield.

### Nachbargemeinden
Alle Entfernungen sind als Luftlinien zwischen den offiziellen Koordinaten der Orte aus der Volkszählung 2010 angegeben.
- Norden: Wilton, Franklin County, 16,3 km
- Nordosten: Jay, Franklin County, 21,2 km
- Osten: Canton, 9,7 km
- Süden: Peru, 8,4 km
- Südwesten: Rumford, 19,3 km
- Westen: Mexico, 8,3 km
- Nordwesten: Carthage Franklin County, 4,2 km

### Stadtgliederung
In Dixfield gibt es mehrere Siedlungsgebiete: Dixfield, Dixfield Center und East Dixfield.

### Klima
Die mittlere Durchschnittstemperatur in Dixfield liegt zwischen −7,8 °C (18 °F) im Januar und 20,6 °C (69 °F) im Juli. Damit ist der Ort gegenüber dem langjährigen Mittel Maines um etwa 2 Grad kühler. Die Schneefälle zwischen Oktober und Mai liegen mit deutlich mehr als zwei Metern (bei einem Spitzenwert im Januar von knapp 50 cm) ungefähr doppelt so hoch wie die mittlere Schneehöhe in den USA. Die tägliche Sonnenscheindauer liegt am unteren Rand des Wertespektrums der USA.

## Geschichte
Der Grant für Dixfield wurde durch Massachusetts an Jonathan Holman und weitere vergeben. Er umfasste auch weitere Gebiete. Zunächst wurde das Gebiet Holmanstown genannt. Im Winter 1793 siedelte Ezra Newton mit Frau und Schwester in dem Gebiet, welches sie jedoch im Frühling verließen. Dauerhaft wurde Dixfield ab 1795 besiedelt und zu diesem Zeitpunkt ging das Eigentum an dem Grant an Elijah Dix aus Boston. Als die Town am 21. Juni 1803 organisiert wurde, wurde sie nach ihm Dixfield genannt.
Das Gebiet hatte vor der Organisation als Town unterschiedliche Namen. Es wurde Township No. 1, North of the Androscoggin River genannt, Holman and Water's Township, Holman Grant,  Holmanstown, Dixtown und Plantation No. 1.
Ein Teil des Township No. 4 (später als Town Carthage organisiert) wurde im Jahr 1822 hinzugefügt, aber bereits im Jahr 1827 zurückgegeben, als die Übernahme widerrufen wurde.

### Einwohnerentwicklung
| Volkszählungsergebnisse – Town of Dixfield, Maine | Volkszählungsergebnisse – Town of Dixfield, Maine | Volkszählungsergebnisse – Town of Dixfield, Maine | Volkszählungsergebnisse – Town of Dixfield, Maine | Volkszählungsergebnisse – Town of Dixfield, Maine | Volkszählungsergebnisse – Town of Dixfield, Maine | Volkszählungsergebnisse – Town of Dixfield, Maine | Volkszählungsergebnisse – Town of Dixfield, Maine | Volkszählungsergebnisse – Town of Dixfield, Maine | Volkszählungsergebnisse – Town of Dixfield, Maine | Volkszählungsergebnisse – Town of Dixfield, Maine |
| Jahr                                              | 1800                                              | 1810                                              | 1820                                              | 1830                                              | 1840                                              | 1850                                              | 1860                                              | 1870                                              | 1880                                              | 1890                                              |
| ------------------------------------------------- | ------------------------------------------------- | ------------------------------------------------- | ------------------------------------------------- | ------------------------------------------------- | ------------------------------------------------- | ------------------------------------------------- | ------------------------------------------------- | ------------------------------------------------- | ------------------------------------------------- | ------------------------------------------------- |
| Einwohner                                         |                                                   | 403                                               | 595                                               | 889                                               | 1169                                              | 1180                                              | 1181                                              | 1049                                              | 913                                               | 988                                               |
| Jahr                                              | 1900                                              | 1910                                              | 1920                                              | 1930                                              | 1940                                              | 1950                                              | 1960                                              | 1970                                              | 1980                                              | 1990                                              |
| Einwohner                                         | 1052                                              | 1056                                              | 1134                                              | 1521                                              | 1790                                              | 2022                                              | 2323                                              | 2188                                              | 2389                                              | 2574                                              |
| Jahr                                              | 2000                                              | 2010                                              | 2020                                              | 2030                                              | 2040                                              | 2050                                              | 2060                                              | 2070                                              | 2080                                              | 2090                                              |
| Einwohner                                         | 2514                                              | 2550                                              | 2553                                              |                                                   |                                                   |                                                   |                                                   |                                                   |                                                   |                                                   |

## Wirtschaft und Infrastruktur

### Verkehr
Der U.S. Highway 2 verläuft aus Westen parallel zum Androscoggin River kommend und später in nördlicher Richtung. Die Maine State Route 142 mündet aus nördlicher Richtung kommend im Village Dixfield auf den Highway.

### Öffentliche Einrichtungen
In Dixfield befindet sich das Dixfield Health Care Center. Es steht auch den Bewohnern der umliegenden Towns zur Verfügung.
Die Ludden Memorial Library befindet sich in der Main Street in Dixfield.

### Bildung
Dixfield gehört mit Canton, Carthage und Peru zum Maine School Administrative District 56.
Im Schulbezirk werden folgende Schulen angeboten:
- Dirigo Elementary School in Peru, mit Schulklassen von Pre-Kindergarten bis zum 5. Schuljahr
- T.W. Kelly Dirigo Middle School in Dixfield, mit Schulklassen vom 6. bis 8. Schuljahr
- Dirigo High School in Dixfield, mit Schulklassen vom 9. bis 12. Schuljahr

## Persönlichkeiten

### Söhne und Töchter der Stadt
- Sebastian Streeter Marble (1817–1902), Politiker und Gouverneur von Maine

### Persönlichkeiten, die vor Ort gewirkt haben
- Samuel P. Morrill (1816–1892), Politiker und Priester in Dixfield
- Charles W. Walton (1819–1900), Politiker und Anwalt in Dixfield